# Скотланд (окръг, Северна Каролина)
Окръг Скотланд (на английски: Scotland County в превод Шотландия) е окръг в щата Северна Каролина, Съединени американски щати. Площта му е 831 km², а населението – 35 244 души (2016). Административен център е град Лоринбърг.